# Psicòdids
Els psicòdids (Psychodidae) són una família de dípters del subordre dels nematocers. És l'única família de la superfamília dels psicodoïdeus. Segons les darreres estimacions conté 144 gèneres i 3026 espècies. Els adults tenen antenes llargues i un cos pelut.

## Història natural
Les larves de les subfamílies Psychodinae, Sycoracinae i Horaiellinae viuen en hàbitats aquàtics o semiterrestres, àdhuc als inodors, sovint amb poc oxigen.
La subfamília Phlebotominae inclou espècies hematòfagues, és a dir que xuclen sang, i que poden transmetre diverses malalties, com la leishmaniosi. Les espècies de la subfamília dels sicoracins són paràsits de les granotes i l'espècie Sycorax silacea pot transmetre els cucs de la microfilariosi.

## Subfamílies
- Subfamília Bruchomyiinae
- Subfamília Horaiellinae
- Subfamília Phlebotominae
- Subfamília Psychodinae
- Subfamília Sycoracinae
- Subfamília Trichomyiinae